# Felsritzungen bei Bøla

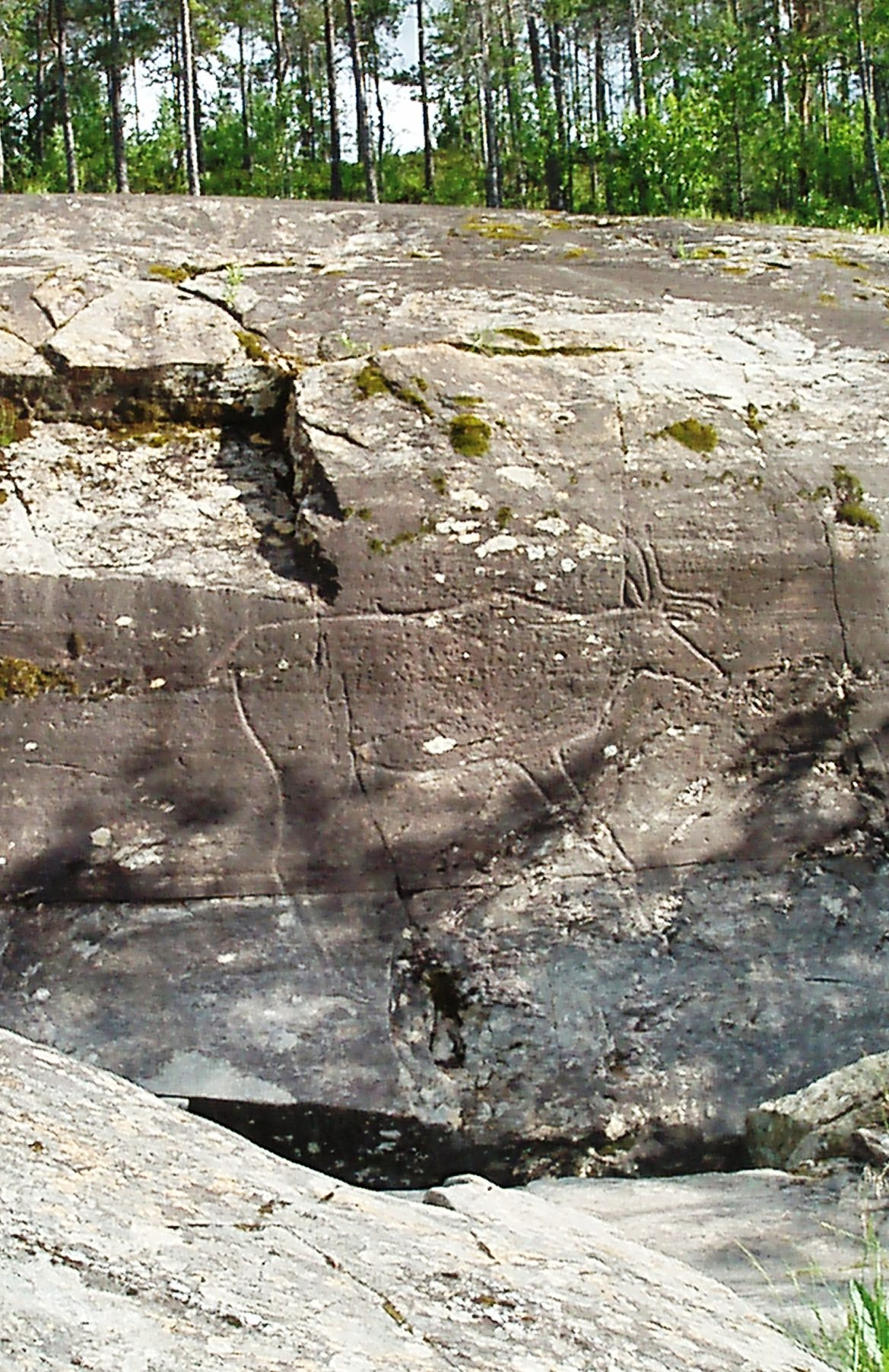
Das Rentier von Bøla

Bølareinen („das Bøla-Rentier“) ist das Hauptmotiv einer Sammlung von Felsritzungen (auch „Petroglyphen“ genannt) in Stod, Gemeinde Steinkjer, Norwegen. Der Ort wird manchmal auch das Bøla-Feld genannt. Das Bølarein wurde als „wahrscheinlich die bekannteste aller norwegischen Petroglyphenfiguren“ und als „die schönste Felsritzung, die wir im Lande haben“ bezeichnet.
Das Bølarein wurde 1842 entdeckt. Seit 1969 gab es an der gleichen Felswand Funde von weiteren in Stein geritzten Figuren. Heute geht man von rund 30 Figuren aus, die in vier Gruppen unterteilt werden können.
Die größten und am besten sichtbaren Figuren stellen ein Rentier, einen Bären, einen Elch, einen Seevogel und einen Skifahrer dar. Im nordischen Kontext unterscheidet man zwischen Jagdritzungen („veideristninger“) und Landwirtschaftsritzungen („jordbruksristninger“). In Bøla handelt es sich um Jagdritzungen. Es kann sein, dass diese entweder als Teil der traditionellen Jagdmagie oder auch zur Markierung des Jagdgebiets verwendet wurden.
Das Südsamische Museum Saemien Sijte hat 2017 den Betrieb des Bøla-Cafés übernommen, und die Felsritzungen werden nun unter Berücksichtigung der samischen Geschichte in der Region interpretiert.

## Ort und Geschichte der Funde

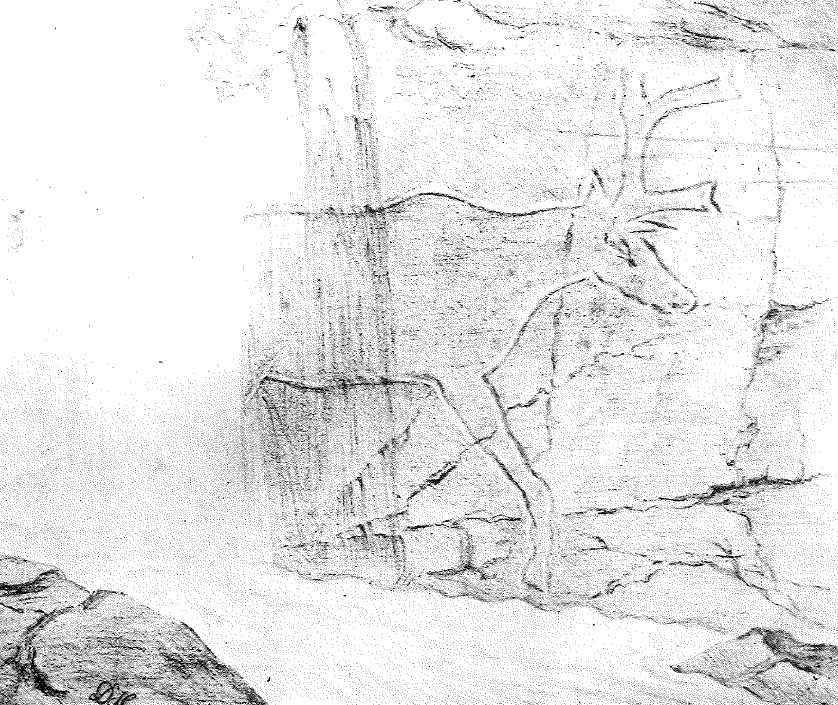
David Habels Zeichnung aus dem Jahr 1870.

Das Bøla-Feld liegt östlich von Steinkjer, da wo der kleine Bøla-Fluss in den Snåsa-See mündet.
Die Ritzungen werden auf 3400–3200 v. Chr. datiert. Zu dieser Zeit war der Snåsa-See noch Teil des Trondheimfjords. Der Wasserspiegel lag damals 35–40 Meter höher als heute, knapp unterhalb der Stelle, an der sich die Ritzungen befinden. Da die Landmassen nach der letzten Eiszeit gestiegen sind, ist der Snåsa-See heute nicht mehr Teil des Trondheimfjords. Zu der Zeit, als die Petroglyphen geritzt wurden, war die Felswand Teil einer Landzunge, die in den Fjord hineinragte.
Das Rentier wurde 1842 von Benjamin Vikran vom gleichnamigen Hof entdeckt.
Die erste Zeichnung der Figur wurde ca. 1870 von dem Journalisten David Habel angefertigt. Die erste Untersuchung wurde 1907 von dem schwedischen Archäologen Gustaf Hallström durchgeführt. Agnes Schulz setzte 1934 die Forschungen fort, und ihre Ergebnisse wurden 1936 in Gutorm Gjessings Übersichtsarbeit eingearbeitet. Professor Kalle Sognnes führte von 1979 bis in die 2000er Jahre weitere Recherchen am Bøla-Feld durch.
Als die Nordlandbahn in den 1920er Jahren gebaut wurde, errichtete man neben den Felszeichnungen einen Bahndamm. Das führte dazu, dass die Felswand vom Snåsa-See getrennt wurde.

## Beschreibung
Ihre Höhe über dem Meeresspiegel zeigt an, dass ihr Maximalalter etwa 6000 Jahre beträgt. Die Verwitterung und der Stil der Bilder lassen den Schluss zu, dass die Ritzungen aus der Jungsteinzeit stammen und damit zu den ältesten Felsbildern in Nordnorwegen gehören. Wasser-, Eis- und Frostschäden sowie menschliche Aktivitäten (wie Holztransporte) haben dafür gesorgt, dass die Felsritzungen stark abgetragen sind, einige sind bis zur Unkenntlichkeit entstellt. Basierend auf dem Design unterscheiden die Archäologen zwischen Ritzungen der Ackerbauern und denen der Jäger und Sammler wie die von Bøla. Kennzeichnend für die Abbildungen am Bølafluss ist, dass die meisten in Lebensgröße geschaffen wurden und große Naturnähe aufweisen. Es sind rund 30 Zeichnungen von Vögeln und anderen Tieren gefunden worden.
Das Bølarein wurde in eine senkrechte Felswand neben dem Bøla-Fluss geritzt, wobei sein Kopf in Richtung des Snåsa-Sees zeigt. Die Ritzung stellt ein Rentier in Lebensgröße dar (180 × 136 cm). Die Linien sind etwa 2 cm breit, und der Umriss, der mit in Stein gepickte Pünktchen versehen ist, sollte vielleicht Fell darstellen. In der samischen Kultur wird die Rentierfigur als entweder Aaltoe oder als Staajne wahrgenommen. Aaltoe bezeichnet eine Rentierkuh und Staajne eine unfruchtbare Rentierkuh, die einige Merkmale mit männlichen Rentieren teilt.
Der Elch ist 50 Meter oberhalb des Rentiers zu sehen. Er ist 41 cm lang und 36 cm hoch und befindet sich an einem Felshang. Er wurde in den 1990er Jahren von Archäologiestudenten entdeckt.
Der Bär ist etwa 50 cm hoch und 100 cm breit. Er liegt 20 Meter von dem Rentier entfernt auf einer senkrechten Felswand. Der Bär wurde um 1970 entdeckt.
Der Skifahrer oder Bølamannen ist eine menschliche Figur im Profil, die entweder in einem Boot oder auf einem kurzen Ski oder Schneeschuh steht. Die Zickzacklinien um den Fuß herum deuten darauf hin, dass es sich am wahrscheinlichsten um Skier oder Schneeschuhe handelt. Die Figur befindet sich auf einer flachen Felswand und ist 148 cm hoch. Der vermutliche Ski ist 127 cm lang. Die Figur ist im Profil mit einer durchgehenden Umrisslinie dargestellt. In der Hand hält die Figur einen dicken Stab. Der Skifahrer wurde 2001 entdeckt. Die Furchen eines Skiläufers sind stark verwittert, so dass die Figur schwer zu erkennen ist. Skiläufer, die in den Fels gehauen wurden, gibt es im Norden Norwegens nur noch in Alta (vgl. Alta Museum). Die Abbildungen auf der Halbinsel Rødøy in der Kommune Alstahaug sind umstritten. Ähnliche Felsritzungen von Skiläufern finden sich nur noch in Zalavrunga am Weißen Meer im nordwestlichen Russland.
Die Vogelfigur wurde zur gleichen Zeit wie der Skifahrer im Jahr 2001 gefunden. Der Vogel ist ein langhalsiger Seevogel, etwa 50 cm lang. Möglicherweise gibt es in der Nähe Spuren von weiteren Vogelritzungen.
2007 meinte Professor Sognnes, dass das Bøla-Feld mit seinen vielen neuen Entdeckungen zwischen 1969 und 2001 zu einer der größten Sammlungen von Petroglyphen in Trøndelag geworden ist. Hirsche und Seevögel sind die in der Gegend am häufigsten abgebildeten Figuren, wohingegen die Figur des Skifahrers einzigartig ist. Skifahrerfiguren sind an sich selten, und durch seine Größe ist dieser Skifahrer einzigartig in Nordeuropa.

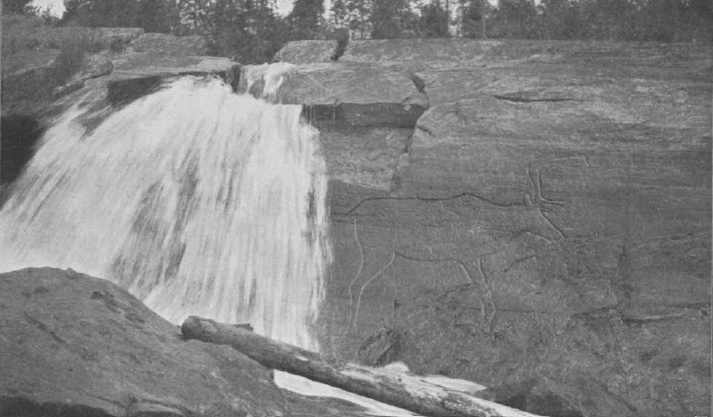
Gustaf Hallströms Bild von der Rentierfigur aus dem Jahr 1907.
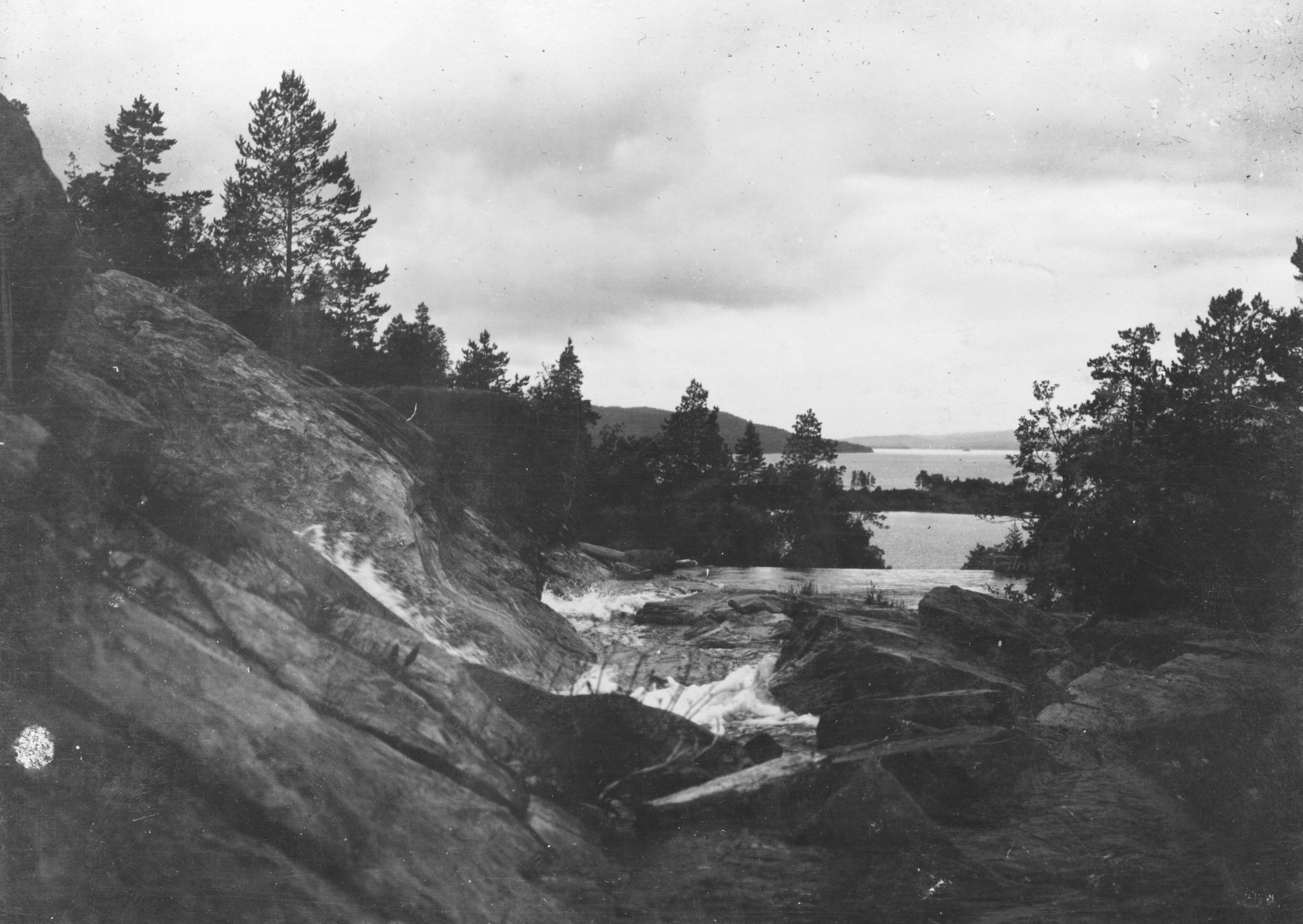
Die Landschaft um die Figuren im Jahr 1907, vor der Ankunft der Eisenbahn.
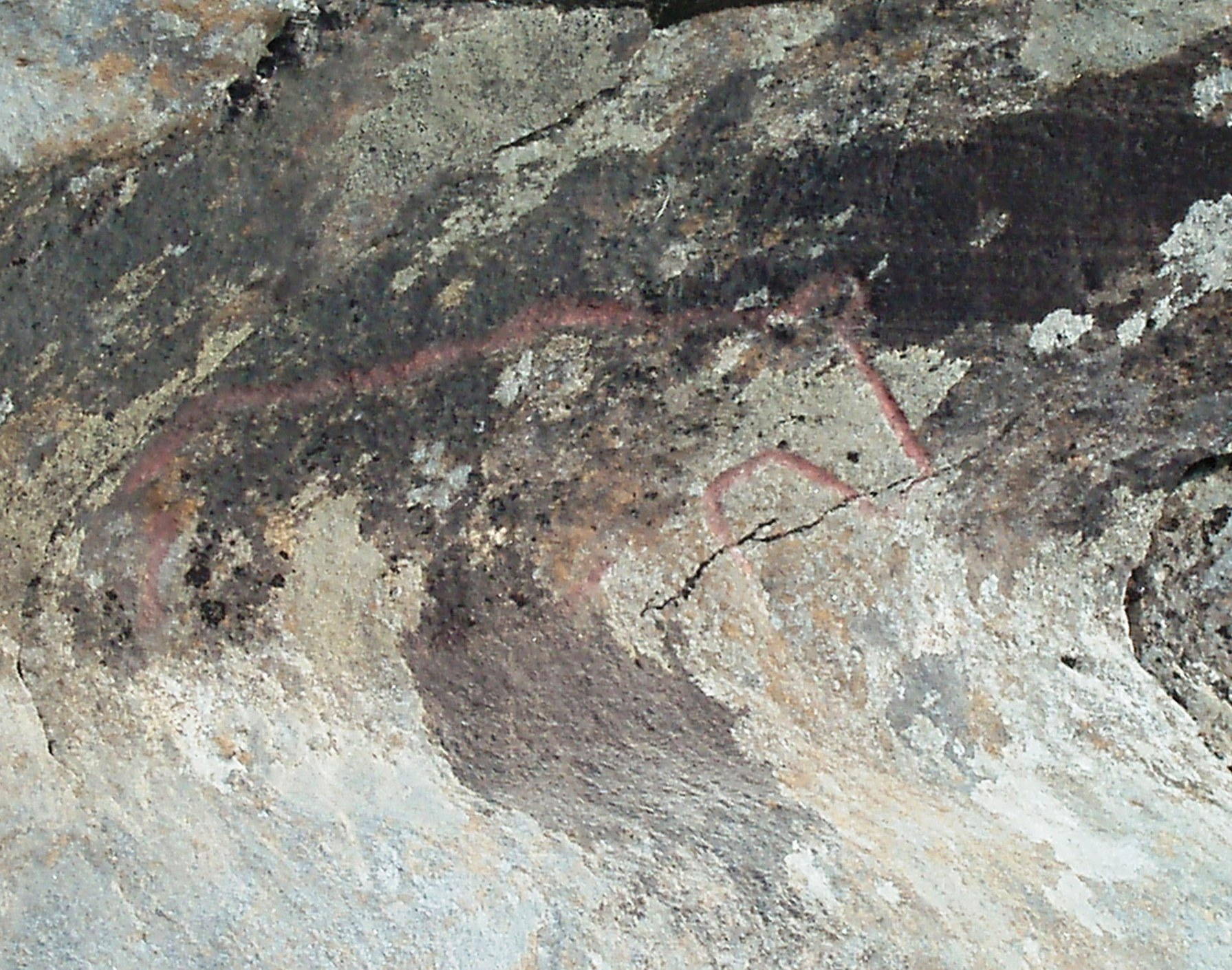
Der Bär wurde um 1970 entdeckt.
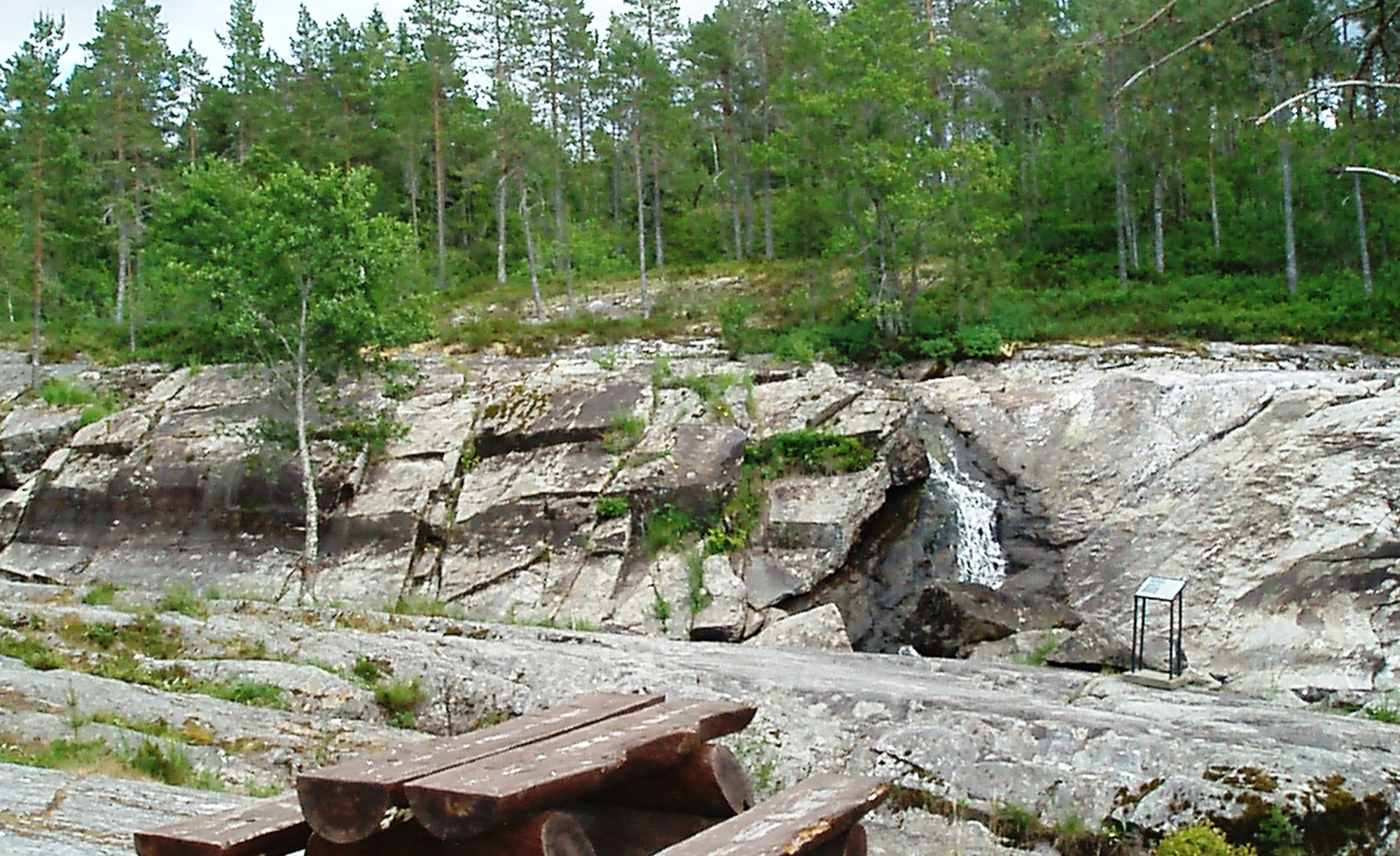
Die aufrechtstehenden Figuren an der Südseite der Felswand, mit dem Rentier links vom Baum.

## Übersicht und Interpretationen
Es besteht Einigkeit darüber, dass die Ritzungen bewusst an einer Flussmündung im Fjord platziert wurden. Der Ort und die Funktion können mit Jagdmagie oder mit der Markierung von Jagdgebieten zusammenhängen. Damals nutzten Jäger Petroglyphen, um mit ihrer Beute und der sie umgebenden Landschaft zu kommunizieren. Sognnes vermutet, dass die Ritzungen innerhalb einer Jägerkultur entstanden sind, in der die Jäger mit Booten zwischen verschiedenen Jagdgebieten rund um den Snåsa-See reisten.
Es ist unklar, ob es sich hier, wie bei anderen Petroglyphen rund um den Trondheimfjord, um eine Strandfundstelle handelt. Man geht aber davon aus, dass die Platzierung der Felsritzungen in Flussnähe absichtlich gewählt wurde. Die Platzierung der Petroglyphen in der Nähe des letzten großen Wasserfalls, bevor der Fluss den Fjord erreicht, erinnert an ähnliche Funde in Schweden. Felsritzungen, die am Wasserfall platziert wurden, wurden möglicherweise in einer schamanistischen Praxis verwendet, wobei das Rauschen des Wasserfalls ein Mittel war, um den Schamanen, vielleicht einen samischen Noaidi, in Trance zu versetzen. Laut der samischen Religion ist Tjatseolmai, der Herrscher des Wassers, oft in fließenden Gewässern anwesend. Es ist möglich, dass die Bärenfigur Tjatseolmai physisch darstellen soll. Der samische Forscher Ernst Manker glaubte, dass jegliche Art von bedeutsamen Orten in der Landschaft innerhalb der samischen animistischen Vorstellung als heilige Stätte wahrgenommen werden könnten.
In manchen Wintern friert der Bøla-Fluss zu, womit einige der Figuren unter dem Eis bedeckt werden. Dieses Phänomen könnte tatsächlich ein Grund dafür sein, wieso diese Platzierung gewählt wurde, und kann auch Teil des Narrativs über diesen Ort gewesen sein.
Im Bøla-Feld sind sowohl große Beutetiere wie Elche und Rentiere als auch kleine Beutetiere wie Seevögel abgebildet. Sognnes ist der Ansicht, dass große Tiere wie Elche und Wale nicht nur abgebildet wurden, weil sie Beute waren, sondern auch aus Respekt vor den Kräften und Eigenschaften der Tiere selbst.
Da es sich bei der großen Rentierfigur um eine Rentierkuh handelt, könnte diese Ritzung auch Teil eines Fruchtbarkeitskults gewesen sein. Viele Felsritzungen von Elchen sind ebenso weiblich.

## Das Gebiet heute

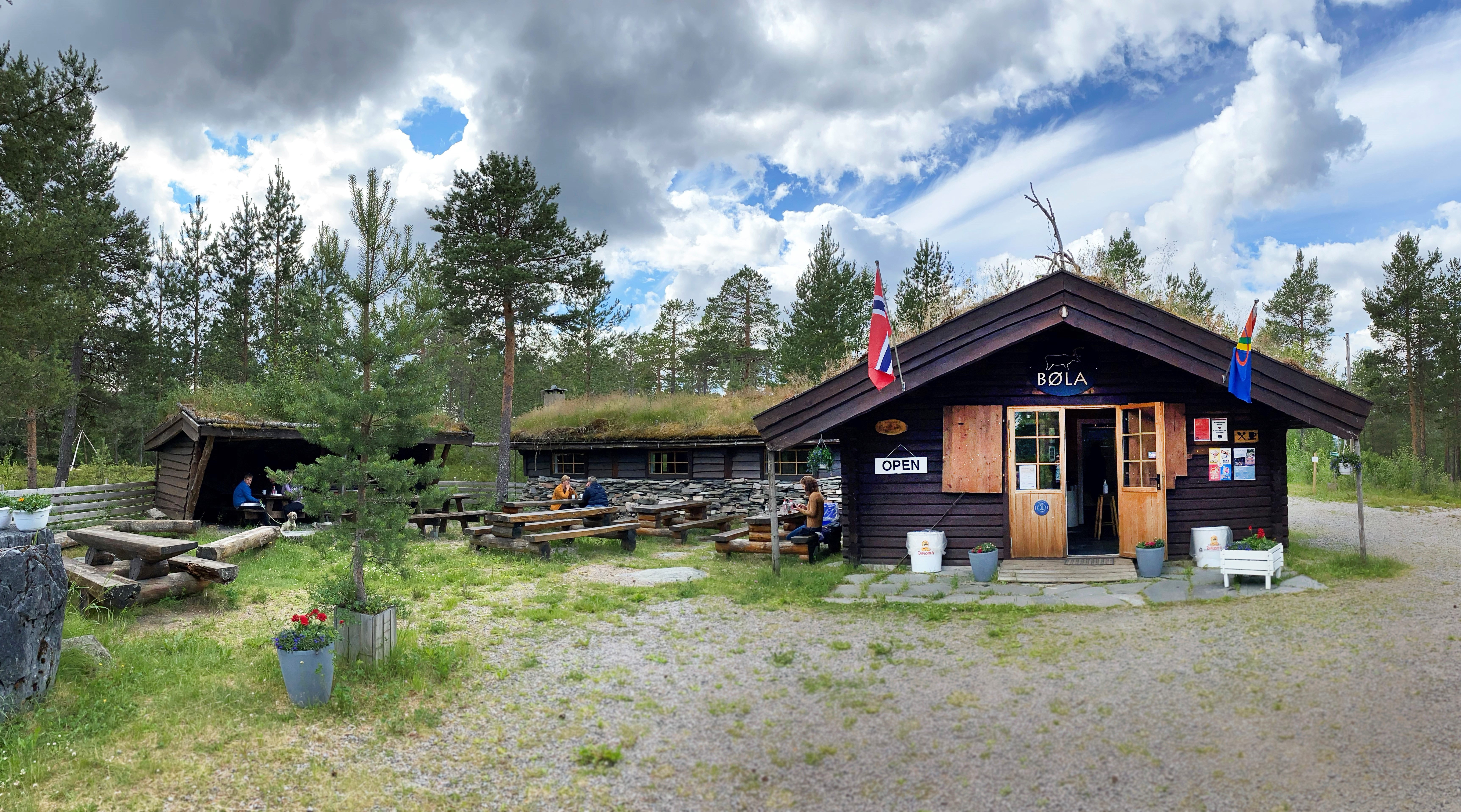
Das Bøla-Café wurde 1992 gebaut.

Das Bøla-Feld liegt an der Fylkesvei 763, auf der Südseite des Snåsa-Sees, einige hundert Meter entfernt vom See.
Bølareinen ist Teil des Projekts „Bergkunstreisen“, ein Vermittlungsprojekt der Bezirksregierung Trøndelags.